# Turfsnelloper
De turfsnelloper (Agonum ericeti) is een keversoort uit de familie van de loopkevers (Carabidae). De wetenschappelijke naam van de soort werd in 1809 gepubliceerd door Georg Wolfgang Franz Panzer.